# A·罗伯托·弗里桑乔
A·罗伯托·弗里桑乔（1939年2月4日—）是一位秘鲁裔美国体质人类学家，密西根大学人类学教授，关注海拔的人类体质的影响。